# Organo de la Iglesia de los Socorros
El órgano de la Iglesia del convento de los Socorros se encuentra en la Iglesia de los Socorros, uno de los centros litúrgicos más importantes de la localidad española de Ciudadela. La iglesia del Socorro, anexa al claustro, es de estilo renacentista, con una sola nave y dos capillas laterales, cubierta de una bóveda de cañón y un crucero coronado por una cúpula.

## Josep Casas i Soler
Hijo del organero Antoni Casas i Espada y Francesca Soler, Josep Casas i Soler nació en Reus, Tarragona, el mes de diciembre de 1743. Casas aprendió el oficio de su padre y seguramente participó con él en diversos trabajos, hasta que actuó por sí mismo. El 6 de marzo de 1763, se casó con la hija de Catalina Claveria, su madrastra. Por lo tanto, el matrimonio fue doble ya que padre e hijo se casaron con madre e hija. Aproximadamente en 1783 se casó con María Gómez de la Fuente, emparentada con gente de la corte, de la que enviudà en 1789.
Sus trabajos más importantes fueron en Lérida, Borjas Blancas (1801), Tortosa, Tarragona, Bellpuig (1790), Bráfim (1791) y Ciudadela (1798).
El hecho de ser nombrado maestro de los órganos del monasterio del Escorial le supuso un prestigio que ningún organero catalán disfrutó en la época.

## Construcción del órgano
Josep Casas i Casas trabajará en el nuevo órgano hasta 1797, cuando es finalizado. El precio del órgano costó un total de 1116 libras.
Tras acabar el retablo mayor de la iglesia, el escultor de Mataró Josep Comas y Ramón construye una joya barroca en la caja del órgano. El órgano se aloja al fondo de la iglesia, donde hay un balcón esculpido, en medio del cual cuelga hacia fuera la caja de la sillita.
La caja principal se divide en tres cuerpos verticales. El central, más bajo que los laterales, se subdivide en otras tres. Los laterales más salidos respecto del central, configuran una especie de templetes coronados por un pedestal que sostiene esculturas de dos ángeles. Los cuerpos laterales determinan una curva convexa y terminan en cornisas interrumpidas, cerrando en columnas de capitel corintio, sostenidas por poderosas ménsulas, y que son coronadas por dos copas. En el frontal de la caja se distribuyen los cánones de la Flauta mayor i la Octava. En la base del órgano Mayor sobresalen los cánones de la trompetería de Batalla, dándole la vuelta al órgano Positivo.
La caja del órgano Positivo está dividida en tres cuerpos, el central más elevado que el resto. La consola de los teclados está metida en la caja del órgano principal, por detrás del órgano Positivo. Tiene tres teclados manuales de 51 notas: el inferior corresponde al Positivo, el central al órgano Mayor y el superior a los Ecos, del cual solo suenan las 26 notas de la mano derecha. El pedalero solo está formado por ocho teclas. En total, el órgano estaba formado por 1764 cánones con 27 juegos de registros partidos.

## Modificaciones y ampliaciones
El órgano experimentara algunas ampliaciones y modificaciones a lo largo del siglo XIX. Estos cambios consistieron en ampliar y modificar el teclado, los pedales y algunos registros.
En 1939, debido a la guerra civil española, el órgano fue parcialmente desmontado con el propósito de utilizar el metal y la madera para hacer cañones. Sin embargo, la mayoría de los tubos y de los mecanismos fueron conservados. Años después fueron extraídos los tubos que quedaban y fueron enviados a París para ser aprovechados en la construcción de un nuevo órgano en la isla. Por culpa de las malas relaciones diplomáticas que había entre Francia y España, debido a la Segunda Guerra Mundial, esos tubos jamás fueron devueltos Menorca. El deterioro del instrumento fue de mal en peor, a tal grado que utilizaron la caja del almacén.
En el año 1998 se decidió recuperar el instrumento, y gracias a una subvención del Gobierno Balear se contrató al maestro organero Albert Blancafort la reconstrucción del instrumento. Se decidió ampliar el pedal, ya que el original se quedaba un poco pequeño. A finales de 2001 la sillita quedará acabada y posteriormente, en 2004 se restauraron los mecanismos quedando por terminada la reconstrucción.